# Quinton Stephens
Quinton Stephens (Atlanta, Georgia, 1 de marzo de 1995) es un jugador de baloncesto estadounidense que juega para el Leyma Coruña de la LEB Oro. Con 2,06 metros de estatura su puesto natural en la cancha es el de Ala-pívot.

## Trayectoria deportiva
Formado académica y deportivamente en la Universidad de Georgia Tech, donde jugó para los Yellow Jackets (2012-17) compitiendo en la División I de la NCAA. En su última temporada promedió 10.4 puntos, 7.6 rebotes y 2.2 asistencias por partido. Tras no ser drafteado y participar en dos encuentros de la liga de verano de la NBA con los Charlotte Hornets,  llegó a Europa para disputar la temporada 2017/18 en las filas de los equipos italianos Auxilium Pallacanestro Torino y Givova Scalfati.
En septiembre de 2018 se hace oficial su fichaje por el equipo español Basquet Coruña, club de LEB Oro, para disputar la temporada 2018/19. A pesar de sufrir problemas físicos que condicionaron su rendimiento durante toda la campaña, logró disputar 23 partidos registrando promedios de 11,1 puntos (con un 45% de acierto en tiros de 3 y un 95% en tiros libres) y 5,2 rebotes.